# 劉盛 (漢趙)
劉盛（3世纪？—310年），中国五胡十六国時代漢国（後来的前趙）皇族。匈奴屠各種攣鞮部左賢王劉豹之子，劉淵之弟，劉欽之兄。
刘盛年轻的时候，他不爱读书，但他熟读《孝经》《论语》。他常常自夸：“只要懂了这两部书就够了，读得太多，如果不能用到实际上，就没有意义。”李憙评价他：““远远望他好像可以轻慢他，等到了跟前，严肃如同威严的君主，可以称得上是君子了。”
304年，其兄劉淵起兵复兴漢朝，劉盛随其谋划事業。由于劉盛为人忠厚，深受刘渊信任，封安昌王。
310年七月，劉淵病重，劉盛与弟弟安邑王劉欽、西陽王劉璿領武衛将軍，委以統率禁兵的重任。刘渊死后，长子劉和继位，呼延攸、刘乘、劉鋭等人向劉和建议密谋消灭楚王劉聪。劉淵驾崩后两天，劉盛被劉和召见，命其参与謀划。刘盛上奏：“先帝的棺椁还没有安葬，刘聪也无谋反之心，一旦自相残杀，天下会怎么说陛下？大功尚未完成，陛下不要听小人谗言，疑忌兄弟。兄弟尚都不能信，别人谁还值得相信？”呼延攸、刘锐对他发怒：“今天商议，没有别的理由，我们按照陛下的命令带兵就好了，领军在说什么！”命令左右随从，杀害刘盛。